# Carlo Del Corso
Carlo Del Corso (San Giuliano Terme, 1888 o 1898 - San Giuliano Terme, 1977) fou un baríton i tenor italià.

## Biografia
Fou fill de Carlo Del Corso. Va ser baríton durant la major part de la seva carrera, passant després d'uns anys d'inactivitat a la corda de tenor. Va cantar a teatres d’òpera de mida mitjana per tota Itàlia.
Va debutar com a baríton al Teatro Verdi de Bolonya en el paper de Riccardo en I Puritani de Bellini (1914). El 1920 ho va fer al Teatro Dal Verme de Milà en l'òpera L'amore dei tre re d'Italo Montemezzi, com a Marcello a La Bohème de Puccini i com a Amonasro a Aida, amb Ester Mazzoleni, Ida Bergamasco i Ismaele Voltolini. Hi va participar també en l'estrena absoluta, el de l'òpera I fuochi di San Giovanni d'Ezio Camussi, amb Luisa Villani, Mafalda De Voltri, Rinaldo Schenone i Francesco Novelli.
El 25 d'abril de 1922 actuà al Teatro San Carlo de Nàpols en l'estrena de l'òpera La Fiamminga d'Stefano Donaudy. El 1924 va cantar al Teatro Petruzzelli de Bari a les òperes Il piccolo Marat de Mascagni i Dejanice de Catalani. El 1925 va cantar Rigolett a Berlín, Budapest i Praga. El 1927, al Teatre Nou de Copenhaguen, va fer el paper de Figaro a Barbiere di Siviglia. El 1929 va fer aparicions com a convidat a València, Bilbao i Saragossa.
El desembre de 1928 i el gener de 1929 va cantar al Gran Teatre del Liceu de Barcelona el paper de Ping deTurandot de Giacomo Puccini, sent la soprano principal Iva Pacetti i el paper masculí principal el va interpretar Antonio Melandri, sota la direcció d'Alfredo Padovani. Abans d'aquesta òpera havia interpretat en la mateixa temporada, a mitjans de desembre, l'òpera Il piccolo Marat, al costat del gran tenor barceloní Hipòlit Lázaro, de Maria Laurenti i d'Aníbal Vela, entre d'altres, sota la direcció de Padovani. El 25 de maig de 1929 va tornar a cantar el paper de Ping de Turandot al Liceu en una sessió de gala davant els reis Alfons XIII i Victòria Eugènia, amb Elena Barrigar i Aroldo Lindi, sota la direcció de Franco Paolantonio. En aquesta temporada 1928-1929 de Liceu, Del Corso actuaria de nou en Turandot, acabant les seves participacions el 4 de juny. El desembre de 1929 va cantar a Bordeus, França, l'òpera Tosca de Puccini, amb Caterina Rossi i Angelo Pintucci. El febrer i març de 1930 actuava a Tolosa del Llenguadoc, al Théâtre du Capitole, interpretant Madama Butterfly de Puccini, amb Pintucci i Mignon Nevada.
Gairebé un any més tard de la seva darrera actuació al Liceu tenia lloc en aquest teatre, el 27 de maig de 1930, una altra funció de gala amb la presència i en honor dels reis d'Espanya. En aquesta ocasió es va representar l'òpera Madama Butterfly, amb Del Corso cantant el paper de Sharpless, Rosetta Pampanini (que debutava al Liceu) el de Madama Butterfly, Elena Lucci el de Suzuki i Angelo Minghetti el de Pinkerton, sota la direcció de Federico Del Cupolo. Els reis van tornar a fer tard.
Després d'un temps sense cantar, va tornar com a tenor el gener de 1933 al Teatro Puccini de Milà com a Dick Johnson a La fanciulla del West de Puccini. A finals de novembre de 1933 va salpar de Gènova cap a Nova York, debutant el 18 de gener de 1934 al Metropolitan Opera (MET) en el paper de Radamès de l'Aida de Verd, amb Maria Müller en el paper principal, Cyrena van Gordon en el d'Amneris i Armando Borgioli en el d'Amonasro, dirigits per Tullio Serafin, que també havia salpat d'Itàlia a finals del novembre anterior, però ell des de Nàpols, acompanyat de la seva esposa, la soprano polonesa Elena Serafin Rakovska, que no va actuar aquell any al MET, i de la seva filla Vittoria (1916-1985). A la mateixa temporada del MET, Del Corso va cantar Hänsel und Gretel d'Engelbert Humperdinck, amb Editha Fleischer i Queena Mario, amb direcció de Karl Riedel; el mateix dia va cantar el paper de Canio a Pagliacci, al costat de Nina Morgana i Armando Borgioli, i una última actuació com a Turiddu a Cavalleria Rusticana de Pietro Mascagni, amb Rosa Ponselle com a Santuzza.
El 1935, al Teatro Verdi de Trieste, cantà el rol de Ägisth a Elektra i a Rímini l'òpera Norma de Bellini.
El 1942 va cantar per última vegada al Teatro Politeama de Viareggio el paper de Canio a Pagliacci i després va anar al seu lloc de naixement San Giuliano Terme.